# 1903 في النرويج
فيما يلي قوائم الأحداث التي وقعت خلال عام 1903 في النرويج.

## سياسة

### تعيين في المنصب
- 22 أكتوبر – فرانسيس هاغروب رئيس وزراء النرويج.

## مواليد

### نوفمبر
- 27 نوفمبر – لارس أونساغر

## وفيات

### أغسطس
- 17 أغسطس – هانس غوده (مواليد 1825) رسام نرويجي.